# La Voivre (Vosgi)
La Voivre è un comune francese di 787 abitanti situato nel dipartimento dei Vosgi nella regione del Grand Est.

## Società

### Evoluzione demografica
Abitanti censiti